# Skansin (Tórshavn)
Skansin er en historisk fæstning beliggende på en høj ved havnen i Færøernes hovedstad Tórshavn. Skansin er fredet. De største ødelæggelser af dens omgivelser er sket i fredstid, nemlig i forbindelse med havneudvidelserne, hvor dele af dens fundament er blevet anvendt som stenbrud. De nuværende parkeringspladser og vejanlæg giver den i dag den fornødne afstand til omgivelserne.
I nutiden er Skansin, bl.a. på grund af en enestående udsigt over byen og til Nólsoy et yndet turistmål. Kanonerne der stadig kan ses på Skansin, er henholdsvis to kanoner fra det engelske krigsskib HMS Furious, og fire danske malmkanoner fra 1776 – 1813.

## Historie
Den blev bygget omkring 1580 på initiativ af Magnus Heinason for at beskytte byen mod fjendtlige angreb, efter at byen nær var ved at blive overfaldet af sørøvere. Fæstningen fik sin nuværende udformning i 1780’erne.  Mandskabet kunne dog ikke hindre, at Skansin nok engang blev ødelagt. Den 30. marts 1808 ankommer den engelske orlogsbrig "Clio" til færøsk farvand for at opsnappe danske skibe på vej hjem fra Dansk Vestindien. Den 15. april ankrer "Clio" op ud for Tórshavn og Skansin overgiver sig uden at løse et skud, efter at en landgangsstyrke nærmer sig. Alle Skansins 21 kanoner samt alle håndvåben udleveres til englænderne. Kort tid efter den 6. maj plyndrer sørøvere den forsvarsløse by.   I 1799 fik garnisonens mænd ret til en jordlod øst for Skansin. Arbejdet bestod i at gå vagt, politiopgaver, losse og laste handelsskibene ved monopolhandelen, transportere øvrighedspersoner og andre med båd og lignende. Når de ikke var forpligtet til andet arbejde, kunne soldaterne fiske eller arbejde ved handelen som daglejere.
1865 nedlægges Skansin som fæstning og militær institution og jægerkorpset på 28 mand omdannes til et politikorps, som fik vagtlokale og arrest på Skansin. Korpset blev nedlagt i 1902.
1884 opsættes en rød lanterne til advarsel for skibsfarten og  1888 bygges der et fyrtårn, som også i nutiden er i funktion.
Da Færøerne under den 2. verdenskrig blev besat af Storbritannien, blev Skansin anvendt som the Royal Navy Commands hovedkvarter. I august 1940 ankommer 4 skibskanoner, som placeres skydeklare på Skansin. 
- Fire danske malmkanoner fra 1776–1813
- Fæstningshuset
- Skansin og kanon fra HMS Furious
- Skansin Fyrtårn
- Skansin Fyrtårn